# Шомей
Шоме́й (фр. Chaumeil, окс. Chalmelh) — коммуна во Франции, находится в регионе Лимузен. Департамент — Коррез. Входит в состав кантона Коррез. Округ коммуны — Тюль.
Код INSEE коммуны — 19051.
Коммуна расположена приблизительно в 380 км к югу от Парижа, в 70 км юго-восточнее Лиможа, в 23 км к северо-востоку от Тюля.

## Население
Население коммуны на 2008 год составляло 161 человек.
| 1962 | 1968 | 1975 | 1982 | 1990 | 1999 | 2008 |
| ---- | ---- | ---- | ---- | ---- | ---- | ---- |
| 236  | 325  | 270  | 218  | 188  | 192  | 161  |

## Администрация
| Период | Период | Фамилия            | Партия | Примечания |
| ------ | ------ | ------------------ | ------ | ---------- |
| 2001   | 2008   | Жан-Мишель Прадина |        |            |
| 2008   |        | Жан-Пьер Кюттиг    |        |            |

## Экономика
В 2007 году среди 90 человек в трудоспособном возрасте (15-64 лет) 59 были экономически активными, 31 — неактивными (показатель активности — 65,6 %, в 1999 году было 62,3 %). Из 59 активных работали 53 человека (36 мужчин и 17 женщин), безработных было 6 (1 мужчина и 5 женщин). Среди 31 неактивных 5 человек были учениками или студентами, 19 — пенсионерами, 7 были неактивными по другим причинам.

## Достопримечательности
- Церковь Сен-Жак (XV век). Памятник истории с 1927 года[3]
- Придорожный крест к югу от церковной площади (XVI век). Памятник истории с 1972 года[4]

## Фотогалерея

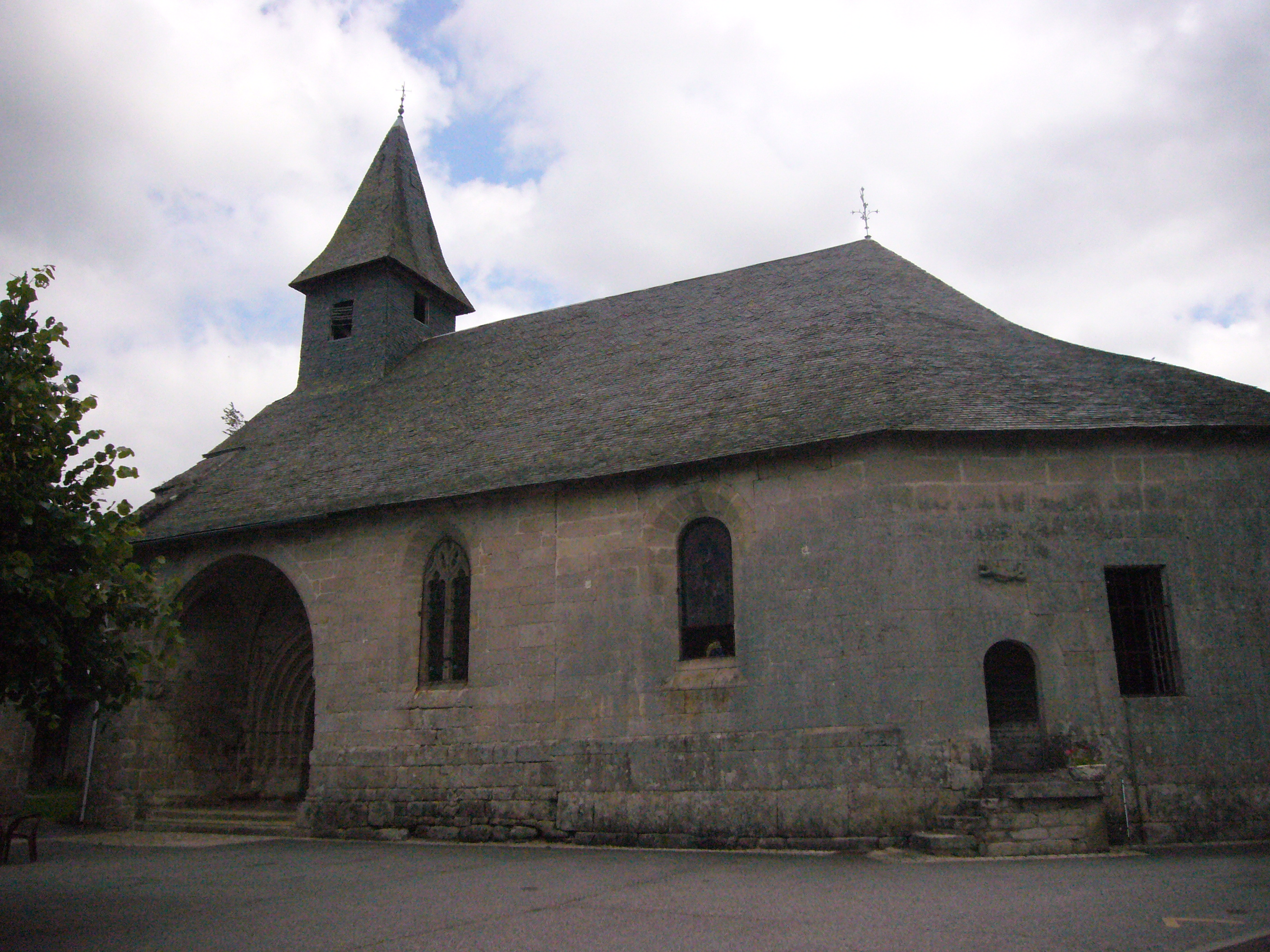
Церковь Сен-Жак
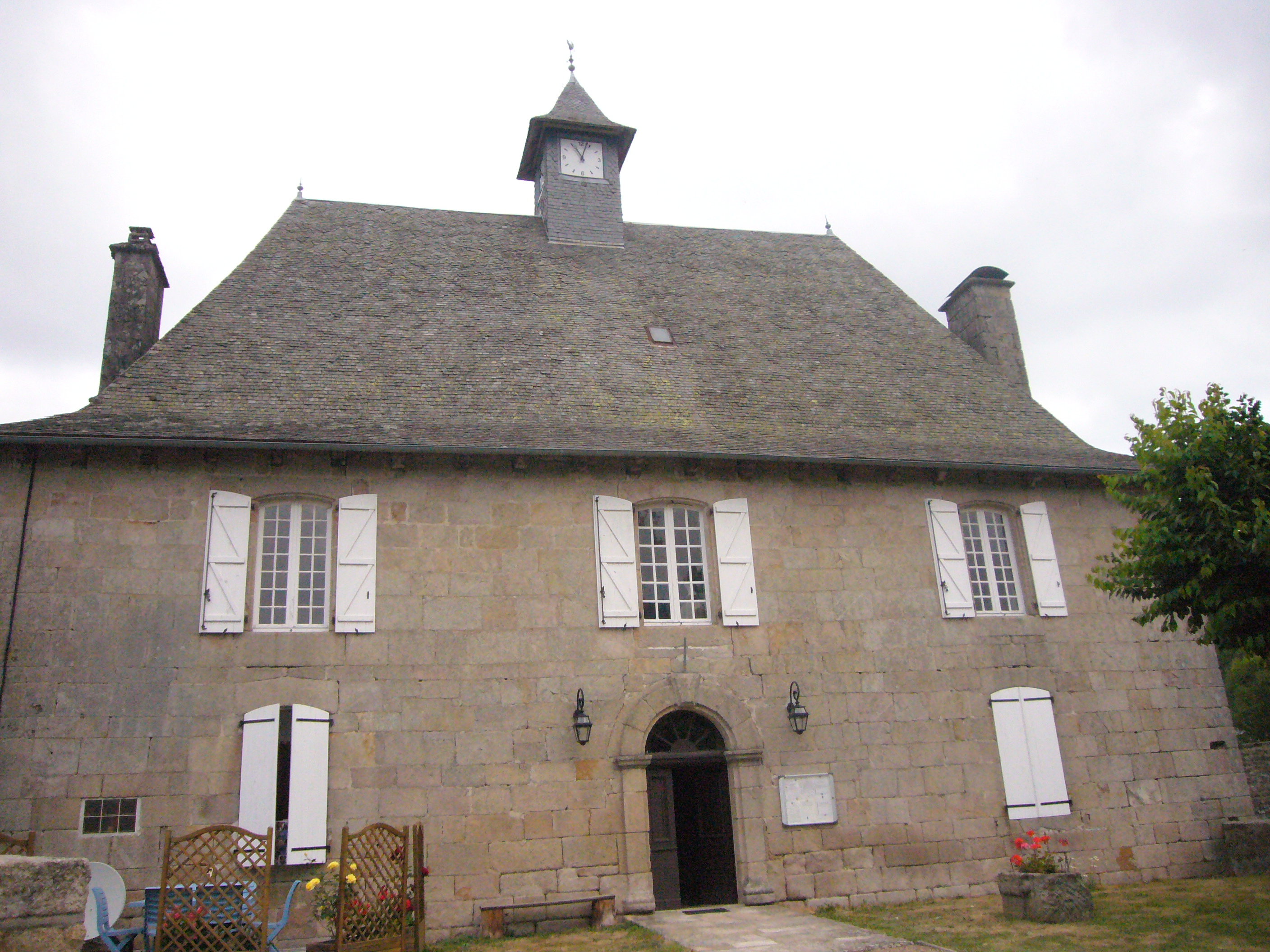
Мэрия
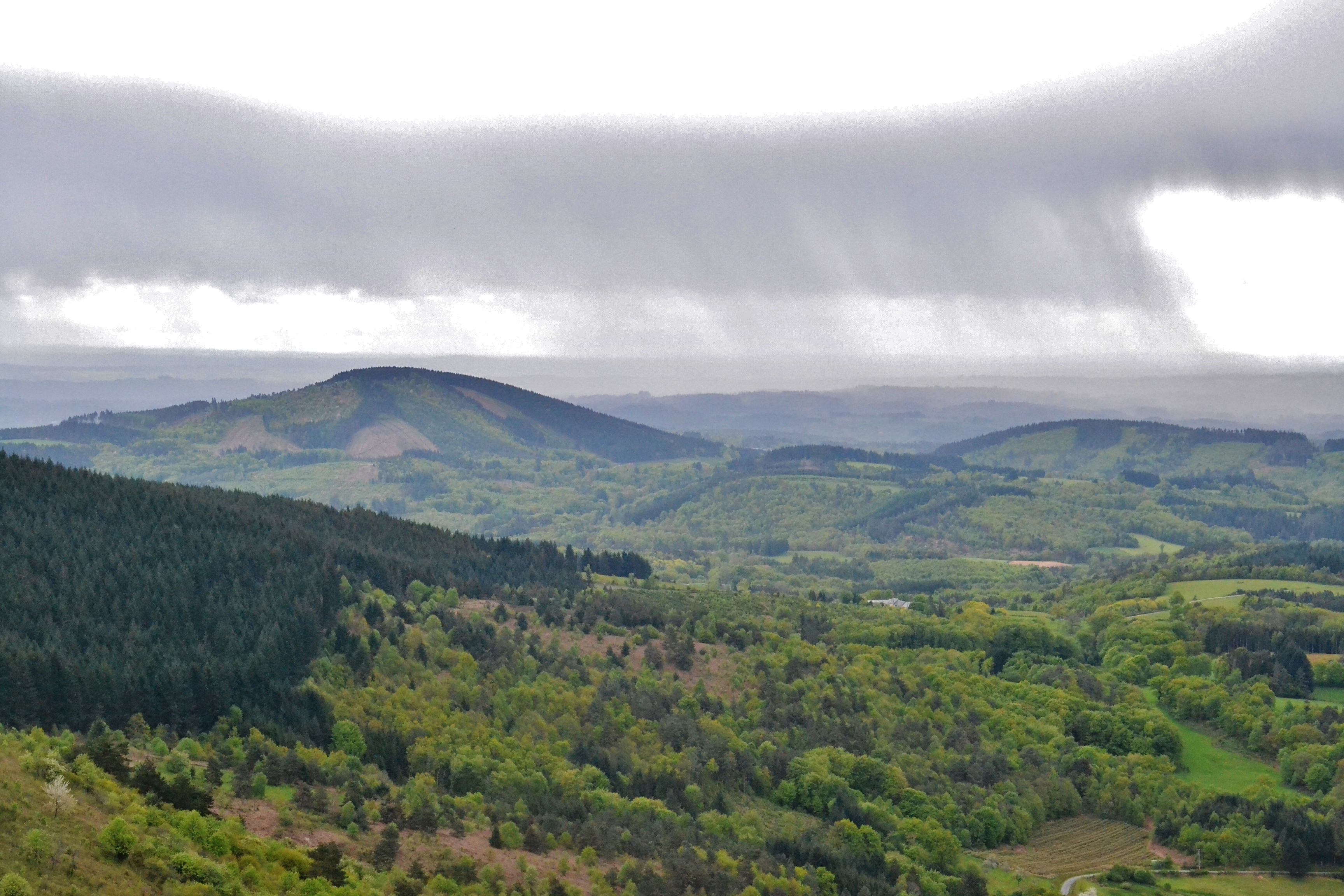
Юг горного массива Монедьер[фр.]